# Brigitte Flinspach
Brigitte Flinspach (* 24. März 1943 in Salzburg als Brigitte Kunze) ist eine ehemalige österreichische Politikerin (Grüne) und kaufmännische Angestellte. Sie war von 1989 bis 1999 Abgeordnete zum Vorarlberger Landtag. 

## Ausbildung und Beruf
Flinspach besuchte von 1949 bis 1953 die Volksschule in Bregenz und absolvierte danach von 1953 bis 1957 die Unterstufe des Gymnasiums Bregenz. 1957 wechselte sie an die Handelsakademie Bregenz, an der sie 1961 auch die Matura ablegte. Danach war sie zwischen 1961 und 1970 in verschiedenen Unternehmen als kaufmännische Angestellte tätig. Sie war von 1970 bis 1973 Hausfrau und übersiedelte nach Deutschland, danach arbeitete sie zwischen 1973 und 1989 erneut bei verschiedenen Betrieben als kaufmännische Angestellte. Nachdem sie von 1989 bis 1999 Berufspolitikerin gewesen war, ging sie 1999 in Pension. 

## Politik und Funktionen
Flinspach war Mitglied der Grünen Alternative und trat 1987 den Grünen bei, wobei sie bis 1995 als Mitglied des Landesvorstandes der Partei Die Grünen wirkte. Zudem war sie Mitglied des Grünen Forums Bregenz. Sie war vom 24. Oktober 1989 bis zum 4. Oktober 1999 als Abgeordnete des Wahlbezirkes Bregenz Mitglied des Vorarlberger Landtags und wirkte dort als Obfrau des Kulturausschusses. Zudem war sie Mitglied im Umweltausschuss, Mitglied im Sozialpolitischen Ausschuss, Mitglied im Volksanwaltsausschuss sowie Ersatzmitglied in den Ausschüssen für Kontrolle, Landwirtschaft und Europa. 
Lokalpolitisch gehörte sie der Stadtvertretung Bregenz vom 27. April 1990 bis zum 2. April 2000 als Ersatzmitglied an, danach war sie vom 2. April 2000 bis zum 31. Juli 2001 Mitglied der Stadtvertretung. Danach wurde sie erneut Ersatzmitglied der Stadtvertretung. 
Neben ihren politischen Funktionen engagierte sich Flinspach stark in der Entwicklungszusammenarbeit. Sie war von 2000 bis 2009 Obfrau der Vereinigung SÜDWIND Vorarlberg und ist seit 2009 dort Vorstandsmitglied. Sie arbeitete des Weiteren im Vorstand des African Club Vorarlberg mit und engagierte sich bei der Eine-Welt-Gruppe in Vorarlberg und bei Entwicklungsprojekten in Mali. Außerdem ist sie Mitglied des Seniorrates Bregenz und ehrenamtliche Mitarbeiterin der Kulturinitiative Spielboden in Dornbirn.

## Privates
Flinspach wurde als Tochter des Diplomkaufmanns und Versicherungsangestellten Walter Kunze sowie dessen Gattin Gertrude geboren. Sie ist geschieden und wurde 1966 Mutter eines Sohnes.